# Hermine David
Hermine David (ur. 19 kwietnia 1886 w Paryżu, zm. 1 grudnia 1970 w Bry-sur-Marne) – francuska malarka, żona Jules'a Pascin.

## Życiorys
Od 1902 do 1905 studiowała w École des Beaux-Arts pod kierunkiem Jeana Paula Laurensa. W 1904 po raz pierwszy wystawiała swoje prace w Union des Femmes et Peintres sculpteurs, a rok później w Société des Artistes Français. W 1907 poznała swojego męża Jules'a Pascina, była już wówczas znana jako młoda malarka tworząca miniatury i grafiki. Oboje mieszkali wśród bohemy, którą na paryskim Montmartrze i Montparnassie tworzyli młodzi artyści. Jules Pascin często malował Hermine, najwięcej obrazów pochodzi z pierwszych lat ich związku. W tym czasie stała się jedną z artystek École de Paris, która składała się głównie z emigrantów, którzy przybyli do Francji z Europy Wschodniej. W 1915 wyjechała z Jules'em Pascinem do Wielkiej Brytanii, a następnie do Stanów Zjednoczonych, gdzie w 1918 pobrali się. Tworzyli tam i brali udział w wystawach, po pięciu latach powrócili do Europy. W 1920 prace Hermine David były wystawiane w Londynie, a następnie zorganizowano wystawy indywidualne jej obrazów w galeriach Paryża. Jesienią 1921 związek z Jules'em Pascinem był już fikcją, artysta związał się z dawną kochanką Lucy Krohg, para zadecydowała o separacji. Od 1923 wystawiała w Salonie Niezależnych, Salonie des Tuileries oraz Salonie Jesiennym. Najbardziej płodny okres jej twórczości przypadł na lata 20. i 30., wówczas poza malowaniem obrazów zaczęła ilustrować książki m.in. Alaina-Fourniera, Jeana Giraudoux, André Mauroisa, Marcela Prousta, Paula Claudela, Valery'ego Larbauda, Jeana Giono, Victora Hugo, Gérarda de Nervala, Arthura Rimbauda. W 1930 zmarł śmiercią samobójczą jej mąż, wcześniej połowę majątku zapisał wieloletniej kochance Lucy Krohg. Twórczość Hermine David była wysoko oceniana przez krytyków i kolekcjonerów dzieł sztuki, artystka tworzyła do połowy lat 60. XX wieku. W 1965 jej akwarela zdobyła nagrodę na Biennale de Deauville.